# Coupe des clubs champions arabes de football 1994
Navigation
Tunis 1993 Riyad 1995
La Coupe arabe des clubs champions 1994 est la dixième édition de la Coupe arabe des clubs champions de football. Organisée à Riyad en Arabie Saoudite, elle regroupe les clubs des pays arabes les plus performants de leur championnat national (champion, vice-champion ou vainqueur de la coupe nationale). Après un tour préliminaire entre les représentants du Maghreb et le Golf, les huit équipes sont réparties en deux poules de quatre et s'affrontent une fois. Les deux premiers de chaque groupe disputent la phase finale, en match à élimination directe.
C'est le club saoudien de Al Hilal FC qui remporta cette édition, après avoir battu en finale leur rival d'Ittihad FC par les tirs au but.

## Équipes participantes
- Al-Merreikh SC - Vainqueur de la Coupe du Soudan et Champion du Soudan 1993
- JS Kabylie - Vainqueur de la Coupe d'Algérie
- Al-Arabi SC - Champion de Koweït 1993
- Al Hilal FC - Vainqueur de la Coupe du Prince Faisal Bin Fahad 1993
- SCS Rafah Invité d'honneur
- Al-Gharafa SC - Invité d'honneur
- Ittihad FC - Invité d'honneur
- CA Bizerte - A remplacé l'ES Tunis

## Compétition

### Tour préliminaire

#### Zone 3 (Maghreb Arab)
| Remplaçants :                       |
| Allane , Issad et Ouar              |
| Entraîneur :                        |
| Harouni Djaaffar et Harb Abderrazak |

| Remplaçants :                                    |
| El-Mia , Kebaier, Romdhana, Benchebla, El-Gharbi |
| Entraîneur :                                     |
| Zouaoui Youcef et Zouaoui Larbi                  |

| Remplaçants :                       |
| Allane , Issad et Ouar              |
| Entraîneur :                        |
| Harouni Djaaffar et Harb Abderrazak |

| Remplaçants :                                    |
| El-Mia , Kebaier, Romdhana, Benchebla, El-Gharbi |
| Entraîneur :                                     |
| Zouaoui Youcef et Zouaoui Larbi                  |

| Entraîneur :   |
| Youcef Zouaoui |

| Entraîneur :     |
| Harouni Djaaffar |

| Entraîneur :   |
| Youcef Zouaoui |

| Entraîneur :     |
| Harouni Djaaffar |

### Premier tour

#### Groupe A
| Rang | Équipe       | Pts | J | G | N | P | Bp | Bc | Diff |  | Résultats (▼ dom., ► ext.) |  |     |     |     |
| ---- | ------------ | --- | - | - | - | - | -- | -- | ---- |  | -------------------------- |  | --- | --- | --- |
| 1    | Al Hilal FC  | 6   | 3 | 3 | 0 | 0 | 7  | 4  | +3   |  | Al Hilal FC                |  | 1-0 | 3-1 | 6-1 |
| 2    | JS Kabylie   | 4   | 3 | 2 | 0 | 1 | 5  | 2  | +3   |  | JS Kabylie                 |  |     | 3-2 | 2-0 |
| 3    | Al Arabi SC  | 2   | 3 | 1 | 0 | 2 | 6  | 4  | +2   |  | Al Arabi SC                |  |     |     | 3-1 |
| 4    | Shabab Rafah | 0   | 3 | 0 | 0 | 3 | 3  | 11 | -8   |  | Shabab Rafah               |  |     |     |     |

#### Groupe B
| Rang | Équipe         | Pts | J | G | N | P | Bp | Bc | Diff |  | Résultats (▼ dom., ► ext.) |  |     |     |     |
| ---- | -------------- | --- | - | - | - | - | -- | -- | ---- |  | -------------------------- |  | --- | --- | --- |
| 1    | Ittihad FC     | 7   | 3 | 2 | 1 | 0 | 4  | 2  | +2   |  | Ittihad FC                 |  | 1-1 | 2-1 | 1-0 |
| 2    | CA Bizerte     | 4   | 3 | 1 | 1 | 1 | 2  | 2  | 0    |  | CA Bizerte                 |  |     | 0-1 | 1-0 |
| 3    | Al-Gharafa SC  | 3   | 3 | 1 | 0 | 2 | 3  | 4  | -1   |  | Al-Gharafa SC              |  |     |     | 1-2 |
| 4    | Al Merreikh SC | 3   | 3 | 1 | 0 | 2 | 2  | 3  | -1   |  | Al Merreikh SC             |  |     |     |     |

### Phase finale
|  | Demi-finales   | Demi-finales |                   |       | Finale | Finale |
|  | Demi-finales   | Demi-finales |                   |       | Finale | Finale |
|  |                |              |                   |       |        |        |
|  |                |              |                   |       |        |        |
|  |                |              |                   |       |        |        |
|  | Al Hilal FC    | 4            |                   |       |        |        |
|  | Al Hilal FC    | 4            |                   |       |        |        |
|  | CA Bizerte     | 1            |                   |       |        |        |
|  | CA Bizerte     | 1            | Al Hilal FC t.a.b | 0 (4) |        |        |
|  |                |              | Al Hilal FC t.a.b | 0 (4) |        |        |
|  |                | Ittihad FC   | 0 (3)             |       |        |        |
|  | Ittihad FC a.p | Ittihad FC   | 0 (3)             | 3     |        |        |
|  | Ittihad FC a.p |              |                   | 3     |        |        |
|  | JS Kabylie     | 1            |                   |       |        |        |
|  | JS Kabylie     | 1            |                   |       |        |        |

#### Demi-finales
| Lundi 28 novembre 1994 | Al Hilal FC                                   | 4 - 1                                                | CA Bizerte                    | Stade international du Roi-Fahd                                                            |                                                                                            |
| 16h 30                 | Samy El-Djaber 24e 52e · Ahmed Bahdja 73e 80e | (1 - 1)                                              | Said Boutaleb 30e             | Spectateurs : 30 000 Diffuseur : RTT - Tunisie Arbitrage : Boudjssim Arbitres assistants : | Spectateurs : 30 000 Diffuseur : RTT - Tunisie Arbitrage : Boudjssim Arbitres assistants : |
| 16h 30                 |                                               | Liberté N°696 du mercredi 30 novembre 1994 page 19 . | Chokry Béjaoui ( expulsé 77 ) | Spectateurs : 30 000 Diffuseur : RTT - Tunisie Arbitrage : Boudjssim Arbitres assistants : | Spectateurs : 30 000 Diffuseur : RTT - Tunisie Arbitrage : Boudjssim Arbitres assistants : |

| Lundi 28 novembre 1994 | Ittihad FC                                 | 3 - 1 a.p | JS Kabylie          | Stade international du Roi-Fahd | |
| 18h 30                 | Jamil 90+4e 96e · Ismail Harmi 108e (pen.) | (0 - 0)   | Fawzi Moussouni 87e | Spectateurs : 30 000 Diffuseur : ENTV - Algerie Arbitrage : Jamel Sherif ( Syrie) Arbitres assistants : Hassen Abdelmadjid ( Egypte) et Mohamed Moussouni ( Oman) . | Spectateurs : 30 000 Diffuseur : ENTV - Algerie Arbitrage : Jamel Sherif ( Syrie) Arbitres assistants : Hassen Abdelmadjid ( Egypte) et Mohamed Moussouni ( Oman) . |
| 18h 30                 |                                            | Rapport   | Djamel Menad 98 e   | Spectateurs : 30 000 Diffuseur : ENTV - Algerie Arbitrage : Jamel Sherif ( Syrie) Arbitres assistants : Hassen Abdelmadjid ( Egypte) et Mohamed Moussouni ( Oman) . | Spectateurs : 30 000 Diffuseur : ENTV - Algerie Arbitrage : Jamel Sherif ( Syrie) Arbitres assistants : Hassen Abdelmadjid ( Egypte) et Mohamed Moussouni ( Oman) . |

#### Finale
| Mercredi 30 novembre 1994 | Al Hilal FC       | 0 - 0 ap | Ittihad FC | Stade du Roi Fahd à Riyadh .      |                                   |
| 17H ( GMT )               |                   | (0 - 0)  |            | Arbitrage : Arbitres assistants : | Arbitrage : Arbitres assistants : |
| 17H ( GMT )               | Rapport           |          |            | Arbitrage : Arbitres assistants : | Arbitrage : Arbitres assistants : |
| 17H ( GMT )               | Tirs au but 4 - 3 |          |            | Arbitrage : Arbitres assistants : | Arbitrage : Arbitres assistants : |

| Coupe des clubs champions arabes Al Hilal FC 1er titre |